# جيلاني طريبشان
الجيلاني محمد طريبشان (1944 - 2001) شاعر ليبي.
ولد في الرجبان سنة 1944 إحدى بلدات الجبل الغربي وتبعد عن العاصمة الليبية طرابلس 160 كم الي جنوبها الغربي وتوفى بها سنة 2001.
يعتبر الجيلاني طريبشان أحد أهم شعراء جيله وهو الجيل الجسر ما بين قصيدة التفعيلة والشعر الحر
جاب الجيلاني العديد من اصقاع العالم والدول العربية حيث كانت له مشاركات في الكثير من الملتقيات والمهرجانات التي فتحت له أبوابها على شوقا لان تسمع منه في تونس والقاهرة وبغداد أيام المربد
ورسميا هو عضو في اتحاد الصحفيين العرب وكذلك اتحاد الكتاب والأدباء العرب.
وفي أوروبا كانت له جولات في فرنسا وبريطانيا وأيرلندا نجد اثارها في الكثير من قصائده
في الجانب الإنساني من الجيلاني تختصر في انه «امثولة في الصفا والنقاء والبعد عن العاب السحرة والحواة» كما وصفه الكاتب الليبي عبدالرسول العريبي وكما وصفه الاديب العراقي سعدي يوسف حين قال «الجيلاني الصافي كجدول الماء»
عرف الجيلاني بشاعر المكابدات نظرا لما تجشمه طوال حياته من صعوبات في سبيل مبادي امن بها ولم يساوم عليها يوما رغم المحن.
عبد الوهاب البياتي يعني لشاعرنا الكثير ولعل الرسالة الشخصية التي بعث بها البياتي للجيلاني في بداياته مشجعا له تدل علي مدى مايمثله البياتي لطريبشان ومدى اعجاب البياتي به حين تنبا له بالوصول الي واحة النور كما يقول في رسالته.

## أعماله
نشر للشاعر ديوانان:
1. الديوان الأول ممر ذاكرة عام 1974 الصادر عن الدار العربية للكتاب
2. الديوان الثاني ابتهالات للسيدة ن الصادر عن الدار الجماهيرية للنشر 1999

ونشرت له الكثير من الأعمال في الصحف والمجلات العربية
وان كان الشعر طغى على أعماله إلا أن له تجارب في القصة القصيرة والرواية وكان يجيد الرسم التشكيلي
ترك العديد من المخطوطات توزعت ما بين اهتماماته المختلفة.

## وفاته
مثلما كانت حياته درامية كانت وفاته أيضا إذ دخل أحد معارفه المسجد فوجده منكبا على مصحفا محشرجا «يالهي قليلا من الراحة» وهي اخر الكلمات التي سمعت منه.
قيلت في الجيلاني مراثي كثيرة وتناولته مقالات ودراسات أكثر
في العام 2005 اقام اهالي بلدته الرجبان «احتفالية الجيلاني طريبشان الاهلية» والتي ينوون اقامتها سنويا كمنبر ثقافي ليبي وعربي تكريما له.

## روابط خارجية
- جيلاني طريبشان على موقع أرشيف الشارخ.